# Aeroporto Internazionale di Niamtougou
L'Aeroporto Internazionale di Niamtougou (IATA: LRL, ICAO: DXNG) (in francese: Aéroport International de Niamtougou) è un aeroporto togolese situato 4 km a nord-ovest della città di Niamtougou, nel distretto di Baga, lungo la strada nazionale 1 che collega a sud, dopo 26 km Kara, capoluogo dell'omonima regione, ed a nord la città di Mango, capoluogo della regione delle Savane. La struttura è dotata di una pista in conglomerato bituminoso lunga 2 500 m e larga 45 m posta all'altitudine di 462 m/1 515 ft e con orientamento 03/21.
L'aeroporto, militare ma normalmente aperto al traffico civile, è il secondo scalo per traffico della nazione africana ed è aperto al traffico commerciale.

## Storia
Nel 1977, su iniziativa dell'ex presidente togolese Gnassingbé Eyadéma, venne avviata costruzione di un nuovo scalo aeroportuale a Niamtougou al fine di contribuire allo sviluppo economico della parte settentrionale della nazione africana, allora sottosviluppata, e della regione di Kara. L'aeroporto venne completato ed aperto al traffico nel 1980 tuttavia, causa la disponibilità limitata di fondi, non è mai stato utilizzato come previsto.